# QUCARIUM
『QUCARIUM』（クカリウム）は、サクラメリーメンが2012年3月7日にFlyingStar Recordsからリリースした4枚目のフル・スタジオ・アルバム。

## 概要
『四次元アドベンチャー』から2年ぶりの新作。

## 収録曲
全作詞・作曲：小西透太　全編曲：村山☆潤
1. opening〜QUCARIUM〜（1：00）
初のInstrumental。
次曲と繋がっている。
2. アンテナ（4：05）
3. SUPERSTAR（3：53）
4. 東京タウンポップ（3：51）
5. カラカラ（4：29）
6. ユメソウサ（4：16）
7. wonder land（4：10）
MVが制作されている。
8. アイコトバ（4：16）
8thシングル。
本作の中で唯一のシングル曲。
9. 幸福論（5：23）
10. ホリデイ（3：31）
11. シルバー（3：42）
12. interval〜qucarium〜（0：12）
Instrumental。
13. ダイヤモンド・ドロップ（4：24）
14. それが愛（5：08）
15. 彗星グライダー（4：45）

## タイアップ
- 『世界一初恋2』エンディング主題歌「アイコトバ」